# Janusz Bazydło

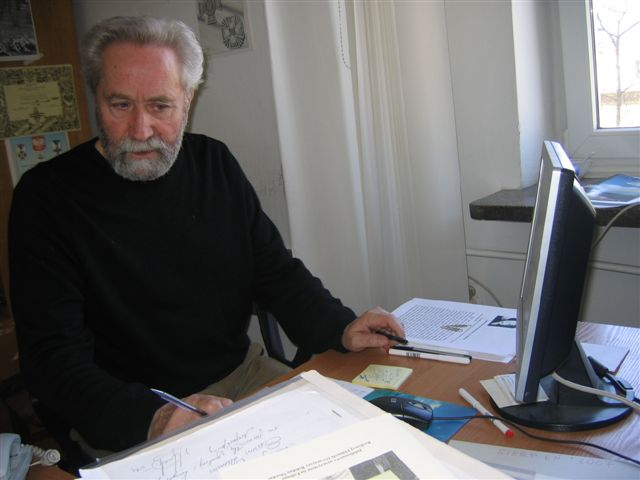
Janusz Bazydło (Warszawa, 26 marca 2007

Janusz Bazydło, pseud. Jacek Zaborowski (ur. 15 czerwca 1941 w Łomży) – polski historyk, publicysta, działacz opozycji demokratycznej w PRL.

## Życiorys
W latach 1959–1961 studiował historię na Uniwersytecie Mikołaja Kopernika w Toruniu, w latach 1964–1969 kontynuował studia na Katolickim Uniwersytecie Lubelskim. W latach 1967–1968 był prezesem Rady Uczelnianej Zrzeszenia Studentów Polskich KUL. 8 marca 1968, zaangażowany w obronę protestujących studentów KUL, został zatrzymany przez Milicję Obywatelską, a następnie skazany na dwa miesiące aresztu po wyroku kolegium ds. wykroczeń. Po wyjściu z więzienia organizował spotkania i odczyty opozycyjne w Lublinie. W latach 1969–1995 pracował w Międzywydziałowym Zakładzie Leksykograficznym KUL jako współredaktor Encyklopedii katolickiej; był też współredaktorem Powszechnej Encyklopedii Filozofii, wydawanej przez Towarzystwo św. Tomasza z Akwinu. W latach 1974–1984 kierował lubelskim oddziałem miesięcznika „Więź”.
W 1976 inicjował list kilkudziesięciu osób (młodych pracowników i studentów KUL) do władz przeciw zmianom w Konstytucji PRL. Po protestach robotniczych w czerwcu 1976 został jednym z głównych organizatorów pomocy środowiska KUL dla represjonowanych robotników Radomia (m.in. odczyty w radomskim duszpasterstwie akademickim ks. Jana Domagały powiązane z przekazywaniem pieniędzy dla poszkodowanych).
Pod koniec 1977 współtworzył m.in. ze Zdzisławem Bradlem, Piotrem Jeglińskim i Januszem Krupskim niezależne pismo młodych katolików „Spotkania”. Od 1980 był członkiem NSZZ „Solidarność”, organizatorem odczytów opozycyjnych intelektualistów w ramach Wszechnicy Związkowej przy Regionie Środkowo-Wschodnim NSZZ „Solidarność”. W dniach 25–31 sierpnia 1980 był współuczestnikiem strajku głodowego w kościele Matki Boskiej Królowej Polski w Stalowej Woli, solidaryzując się z postulatami strajkowymi zakładów pracy na Wybrzeżu oraz postulatem uwolnienia więźniów politycznych. Po ogłoszeniu stanu wojennego, 13 grudnia 1981 został internowany. Przebywał we Włodawie, następnie w Lublinie i Kwidzynie. Po zwolnieniu w październiku 1982 został objęty zakazem powrotu do Lublina i do końca roku przebywał w Zakopanem. Od 1990 do 1992 był członkiem Komitetu Obywatelskiego. W latach 1992–1994 pełnił funkcję prezesa lubelskiego oddziału Stowarzyszenia „Wspólnota Polska”, a od 1995 do 1997 sekretarza Senackiej Komisji Emigracji i Polaków za Granicą. W latach 1998–2000 był naczelnikiem Wydziału Współpracy ze Stowarzyszeniami Urzędu do Spraw Kombatantów i Osób Represjonowanych. Od 2000 był doradcą do spraw mediów katolickich przy przewodniczącym Krajowej Rady Radiofonii i Telewizji. Od stycznia 2007 ponownie w Urzędzie do Spraw Kombatantów i Osób Represjonowanych, doradca kierownika Urzędu Janusza Krupskiego oraz redaktor naczelny pisma „Kombatant”.
Członek Stowarzyszenia Wolnego Słowa (Warszawa).
Postanowieniem z dnia 5 marca 2008 r. został przez prezydenta Lecha Kaczyńskiego odznaczony Krzyżem Oficerskim Orderu Odrodzenia Polski.
Mieszka w Lublinie i Warszawie.